# Jeremy Roenick
Jeremy Roenick, bivši američki igrač hokeja na ledu. 
U svojoj je karijeri zabilježio 513 golova i 703 asistencija u 1363 utakmica.